# 구암산 전투
구암산 전투는 한국 전쟁 중기 포항 북부 구암산 지역에서 조선인민유격대와의 전투로 북한군의 남진 2주일째 접어든 7월 10일에는 포항 북쪽 영해-영덕 일대에 이르고 있었다.
이에 따라 포항경비부에서는 7월 3일 기지근무인원으로 중대규모의 육전대인 정창룡 중위가 이끄는 용호대를 편성하고 7월 9일에는 진해에서 증원병력이 도착함에 따라 대대규모의 강기천 소령이 이끄는 강호대를 편성하였다가 7월 20일 용호대를 강호대로 총합증편하여 육전대를 편성한 다음 육군 제3사단과 함께 남하하는 북한군을 방어하였으며 구암산을 무대로 하며 경주-포항 근방으로 침투하는 조선인민유격대들을 격멸하게 된다.

## 전투 과정
7월 11일 동해안의 춘양에서는 조선인민유격대 부대 300명이 울진으로 이동중에 있었고 남쪽 10km 지점에서도 북한군 제5사단 예하부대 300명이 전차부대와 함께 전열을 정비하고 있었다.
한편 구암산을 거점으로 출몰하던 유격대 부대의 일부는 동일 03:00 구암산 남쪽 죽장면 감곡리로 이동하여 집결하였는데, 이들은 경주와 포항으로 진출을 기도하면서 죽장면과 기계면의 각지에 출몰하여 부녀자와 양곡, 농우 등을 약탈하여 갔다.
이 유격대 부대는 보현산을 주된 거점으로 하여 국군과 대치하여 오다가 북한군이 대거 남침하여 오자 이에 가세하여 후방교란에 열을 올렸다.
포항경비대에서는 이들을 격멸하기 위하여 17:00에 정창룡 중위가 이끄는 용호대를 안강으로 출동시켰다가 1개 중대로 추산되는 유격대들이 영천군 구룡산으로 남하하여 잠입한 것을 탐지하고 7월 12일 16:30에 경주를 지나 도유동에 도착하였다.
이곳에서 1개 분대의 척후대를 파견하여 이들을 관찰하였는데, 유격대들은 인근 마을에서 노획하여온 가축소리 때문에 그들의 위치를 노출하고 말았다.
국군 척후대는 심산에서 울려나오는 송아지 소리를 듣고 유격대들이 숨어있는 위치를 확인한 다음 본대로 돌아왔고 도유동 본대에서 공격계획을 세우고 밤을 세운 다음날인 7월 13일 04:00를 기하여 구암산 중복에 있는 유격대의 진지에 일제히 사격을 가하였다.
아직 잠에 취해있던 그들은 갑작스러운 공격을 받고 분산도주하였는데, 2시간에 걸친 추격으로 8명을 사살하고 30명의 포로를 잡는 전과를 올렸다.
그리고 부상당한 듯한 유격대 30명과 나머지 병력은 청도로 퇴각하였는데, 국군 육전대는 이 전투에서 1명의 부상자도 없이 13:00 포항으로 귀대하였다.
7월 14일에도 산악을 타고 죽장면으로 남하하는 유격대를 저지하기 위하여 죽장면 입암동으로 출동하였던 육전대는 유격대를 추격하던중 7월 15일 새벽에는 비학산 중복에 도착하여 진지를 구축하는 한편 정찰대원 3명을 침투시켜 100명의 유격대들이 잠복하고 있음을 탐지하였다.
이때 포항경비대에서는 박승도 소위가 이끄는 제3중대를 파견하여 옴과 동시에 용호대장 지휘하에 편입되었는데 이날은 이미 날이 저물어 교전없이 용기국민학교로 동본부를 이동하였다.
다음날 06:00 1차로 1개 소대의 육전대가 출동하였으나 적들은 죽장 북쪽 산악지대로 도피하기 시작하므로 가사리 방면으로 유격대를 추격하였다.
산악지대로 도피한 적들은 점차 병력을 증가하여 500명이 잠복중이었는데 7월 17일 새벽 04:30 그들은 합덕리 방행으로 하산하고 있었고 한편 정자리에서도 400명의 유격대들이 출현하였다는 적보가 들어왔다.
이 적들은 산맥을 타고 남쪽으로 이동하면서 후방교란을 시도하려는 임무를 띠고 있었다. 합덕리 고지 일대와 정자리에 집결한 유격대들을 격멸하기 위하여 해군 육전대는 정찰병력 40명과 함께 포위작전을 전개하였다. 군·경 합동부대는 전면과 좌우의 3면으로부터 적을 포위한 다음 일제히 공격을 개시하였다.
7월 17일 14:30부터 공격이 개시되었는데 제1소대가 이미 구축해놓은 중화기로 적의 정면에 사격을 가하자 적들은 뒤로 후퇴하기 시작하였다.
이 유격대들은 정규부대가 아닌 게릴라 집단으로 무기도 빈약하였으며 일부 포로들은 칼, 도끼등을 무기로 소지한 자도 있었다.
경찰 1개 소대를 좌우에 경계배치한 다음 육전대 제1중대의 3개 소대가 계곡을 따라 공격하였고 이 공격에서 제1중대의 1개 소대는 중화기로 유격대의 우측 정면에 공격을 가하고 제2소대는 적의 좌측 최고봉을 급습 점령하는 한편 적전 최단거리인 500m 소고지를 확보하였다. 한편 제2중대의 1소대는 좌우에서 엄호를 받으며 적진정면을 공격하였으며 도주하는 적들을 추격하였다.
7시간에 걸친 격전으로 국군 육전대는 21:30에 유격대의 최고진지인 807고지(구암산)을 점령하였던 바 동고지 일대에는 적들의 시체와 버리고 간 취사기구만이 남아 있었다.

## 결과 및 영향
동해안 전황을 살펴보면 동해안에서 해상침투를 차단당한 북한군들은 제5사단을 주축으로 산맥을 따라 남하하였으며, 이에 가세하여 보현산-구암산지구에서 준동하는 게릴라들이 경주-포항으로 침투하게 되자 포항경비대에서는 기지 근무인원으로 육전대를 편성하여 북한군 유격대들을 격멸함은 물론 국군 제3사단으로 하여금 유리한 작전을 전개하도록 하였다.